# Remipedis
Els remipedis (Remipedia) constitueixen una classe de crustacis cecs que viuen en aqüífers costaners que contenen aigües subterrànies salines, amb poblacions identificades en quasi cada conca oceànica explorada fins ara, incloent-hi Austràlia, el mar Carib, i l'oceà Atlàntic. El primer exemplar de remipede descrit va ser el fòssil Tesnusocaris goldichi (Pennsylvanià inferior), però, des de 1979, almenys disset espècies vives s'han identificat amb distribució global a través de la zona neotropical.
Els rempidedis tenen el cap diferenciat amb un escut cefàlic, mentre que la resta de metàmers (entre 25 i 38) són tots similars, amb apèndixs birramis nedadors dirigits lateralment respecte al cos.
Recentment, alguns autors han mostrat que, almenys una de les espècies, Godzilliognomus frondosus, té un cervell molt ben diferenciat i organitzat, amb una àrea olfactiva desenvolupada (cosa que no és sorprenent en la mesura en què viu en llocs sense llum). La talla i la complexitat del cervell han suggerit als autors que els remipedis són més aviat un grup proper als malacostracis, que són considerats com els crustacis més evolucionats.

## Sistemàtica
Els remipedis es classifiquen dintre els xenocàrides, juntament amb els cefalocàrides. Actualment, se'n coneixen 24 espècies vivents, que es distribueixen en tres famílies. Totes s'inclouen en l'ordre Nectiopoda; el segon ordre, Enantiopoda, inclou les espècies fòssils Tesnusocaris goldichi i Cryptocaris hootchi.

### Godzilliidae
- Godzilliognomus Yager, 1989
  - Godzilliognomus frondosus Yager, 1989
  - Godzillognomus schrami Iliffe et al., 2010
- Godzillius Schram et al., 1986
  - Godzillius robustus Schram et al., 1986
- Pleomothra Yager, 1989
  - Pleomothra apletocheles Yager, 1989
  - Pleomothra fragilis Koenemann et al., 2008

### Micropacteridae
- Micropacter Koenemann et al., 2007
  - Micropacter yagerae Koenemann et al., 2007

### Speleonectidae
- Cryptocorynetes Yager, 1987
  - Cryptocorynetes elmorei Hazerli et al., 2009 [5]
  - Cryptocorynetes haptodiscus Yager, 1987
  - Cryptocorynetes longulus Wollermann et al., 2007
- Kaloketos Koenemann et al., 2004
  - Kaloketos pilosus Koenemann et al., 2004
- Lasionectes Yager & Schram, 1986
  - Lasionectes entrichoma Yager & Schram, 1986
  - Lasionectes exleyi Yager & Humphreys, 1996
- Speleonectes Yager, 1981
  - Speleonectes atlantida Koenemann et al., 2009
  - Speleonectes benjamini Yager, 1987
  - Speleonectes cokei Yager, 2013[6]
  - Speleonectes emersoni Lorentzen et al., 2007
  - Speleonectes epilimnius Yager & Carpenter, 1999
  - Speleonectes fuchscockburni Neighbor et al., 2012[7]
  - Speleonectes gironensis Yager, 1994
  - Speleonectes kakukii Daenekas et al., 2009
  - Speleonectes lucayensis Yager, 1981
  - Speleonectes minnsi Koenemann, Iliffe & van der Ham, 2003
  - Speleonectes ondinae (Garcia-Valdecasas, 1984)
  - Speleonectes parabenjamini Koenemann, Iliffe & van der Ham, 2003
  - Speleonectes tanumekes Koenemann, Iliffe & van der Ham, 2003
  - Speleonectes tulumensis Yager, 1987
  - Speleonectes williamsi Hartke, Koenemann & Yager, 2011[8]